# Mk 47 Striker
El Mk 47 o Striker 40 es un lanzagranadas automático de 40 mm con un sistema de control de tiro integrado, que puede disparar granadas programables de detonación aérea y granadas convencionales.

## Diseño

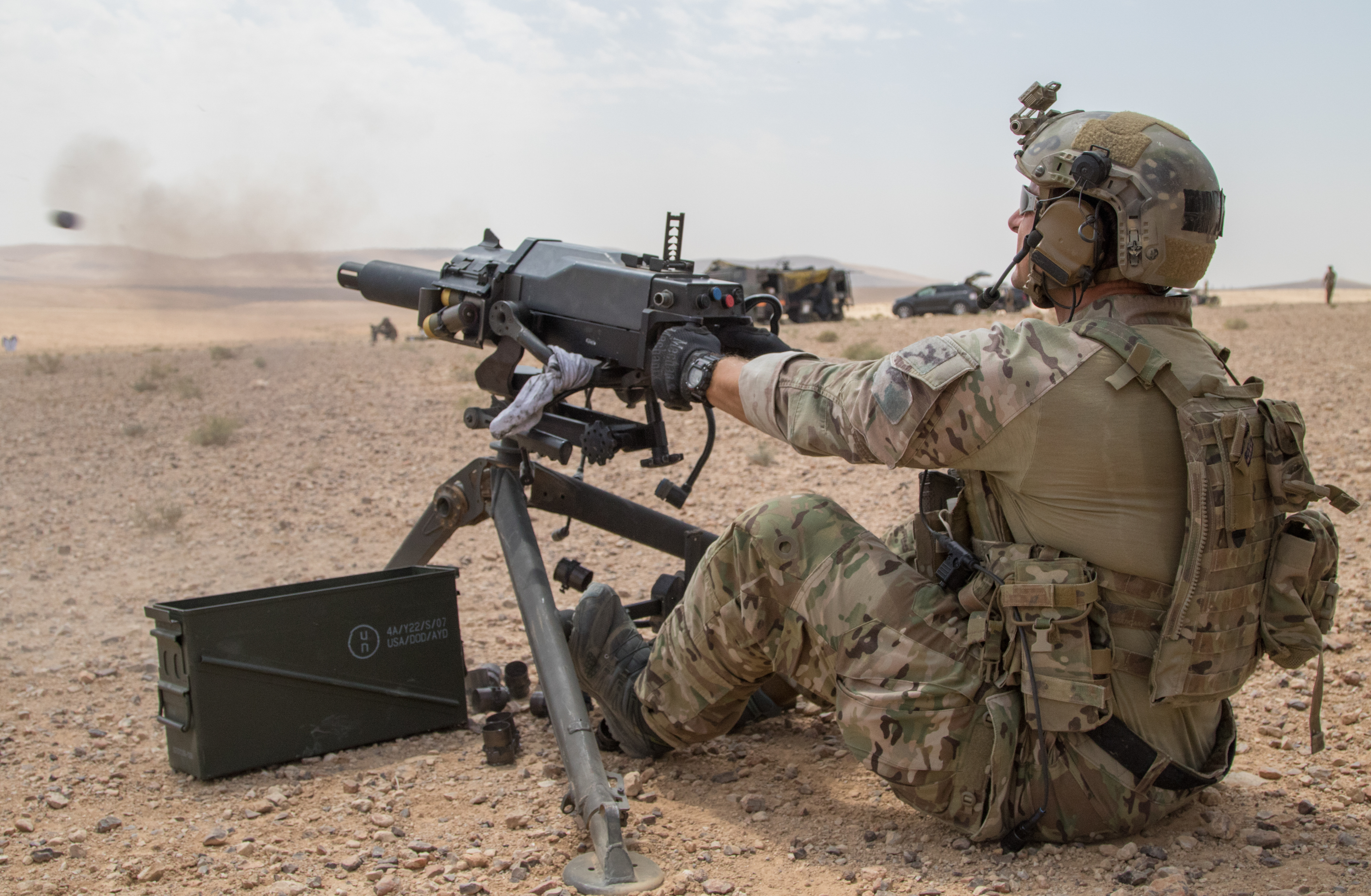
Soldado asignado al Mando de Operaciones Especiales del Ejército de los Estados Unidos demostrando las posiciones de disparo con el Mk 47 Striker durante unas maniobras conjuntas en Amán, Jordania.

El Mk 47 Striker incorpora las más recientes tecnologías de rastreo, puntería y balística. La Mira Video Ligera (Lightweight Video Sight) de Raytheon, que es el sistema de control de tiro del lanzagranadas, incorpora un telémetro láser, visión nocturna y una computadora balística.
Además de disparar todas las granadas 40 x 53 estándar de la OTAN, al igual que el Mk 19, también puede disparar las granadas inteligentes MK285. Estas pueden programarse a través de una mira computarizada para detonar en el aire después de recorrer una distancia predeterminada. 

## Historia
En julio de 2006, la General Dynamics ganó un contrato de 23.000.000 de dólares para producir el Mk 47 Modelo 0. Este contrato era parte de un contrato de suministro por 5 años, con un valor potencial total de 82.000.000 de dólares. El trabajo se terminaría de realizar en la fábrica de la General Dynamics de Saco, Maine. La General Dynamics se asoció con la Raytheon para construir el sistema de control de tiro Lightweight Video System (LVS). La administración del programa sería conducida desde el Centro Tecnológico Burlington de la General Dynamics en Vermont.
En febrero de 2009, la General Dynamics ganó un contrato de 12.000.000 de dólares para producir el Mk 47 Modelo 0.

## Usuarios
El Ejército de los Estados Unidos y el Ejército israelí han desplegado cantidades limitadas de lanzagranadas automáticos Mk 47 Modelo 0, con aproximadamente 1.500 en servicio estadounidense.
- Australia: El Ejército australiano firmó un contrato de 47.000.000 de dólares para 200 lanzagranadas automáticos Mk 47 Modelo 1, designados Lanzagranadas Automático Ligero (Light Weight Automatic Grenade Launcher, LWAGL), que serán suministrados a partir del tercer cuatrimestre de 2016 hasta 2017 para reemplazar a los Mk 19. Estarán equipados con el sistema de puntería  Mira Video Ligera (Lightweight Video Sight, LVS2), con video a color y termógrafo integrados.[7][8][9]
- Estados Unidos: El lanzagranadas automático Mk 47 Modelo 0 es empleado por unidades del Mando de Operaciones Especiales de los Estados Unidos, tanto del Ejército como de la Armada, que sirvieron en Irak y Afganistán. A partir de 2006, estas lo designaron como Lanzagranadas Ligero Avanzado (Advanced Lightweight Grenade Launcher, ALGL). Actualmente es empleado por unidades especiales en Siria.[10][11]
- Israel: El Ejército israelí firmó en 2010 un contrato de 25.000.000 de dólares para 130 lanzagranadas automáticos Mk 47 Modelo 0. Se programó el inicio de su suministro en enero de 2012 y estaría terminado en agosto del mismo año para reemplazar a los Mk 19.[12][13][14]